# Inmigración haitiana en México
Los haitianos son un grupo que empieza a tener presencia dentro de México. Entre los integrantes de su pequeña comunidad hay algunos músicos, deportistas y estudiantes de posgrado. Según el censo del año 2000, había 350 haitianos residiendo en México y en el censo del año 2020 del  INEGI la cifra se había incrementado a 70 895 ciudadanos haitianos residentes en México.Para el año 2024 se encuentran en México al menos 110 000 inmigrantes haitianos de conformidad con el Comité Ciudadano en Defensa de los Naturalizados y Afromexicanos. 
En Baja California se encuentra la mayor comunidad haitiana del país. En 2017 se creó en Tijuana, el asentamiento denominado La Pequeña Haití, donde radican aproximadamente dos mil inmigrantes haitianos con residencia permanente otorgada por el Instituto Nacional de Migración.

## Historia

### Terremoto de 2010
El 25 de abril de 2010 a bordo del buque Usumacinta de la Armada de México, 250 ciudadanos haitianos que tienen familiares en México arribaron al puerto de Veracruz, como parte del traslado humanitario del gobierno mexicano en beneficio de los damnificados por el terremoto de Haití de 2010. Lon nuevos arribados se les dieron las posibilidades de residencia permanente para moverse por el país y acceder a los mismos servicios de los mexicanos a través del Instituto Nacional de Migración.

### Programa Especial de Becas México-Haití
Según un acuerdo suscrito por la Secretaría de Relaciones Exteriores (SRE), a través de la Agencia Mexicana de Cooperación Internacional para el Desarrollo (AMEXCID), la Secretaría de Educación Pública (SEP) y el Ministerio de Asuntos Extranjeros y Cultos de la República de Haití, se creó el Programa "300 Becas México-Haití" a finales de 2012.[cita requerida]
Este labor tiene como finalidad ayudar a estudiantes en etapa universitaria de la afectada nación caribeña por el terremoto del 2010, permitiendo estudiar en al menos 50 instituciones de Educación Superior de la República Mexicana cursando ingenierías agronómica, administración, medio ambiente, biotecnología, civil, diseño industrial, energías renovables, sistemas computacionales, tecnologías de la información y comunicaciones, así como licenciaturas en turismo y administración. Antes de incorporarse a sus universidades en enero de 2015, los becarios recibirán cursos de español y cultura mexicana en el Centro de Enseñanza para Extranjeros de la Universidad Nacional Autónoma de México, en Taxco, Estado de Guerrero.[cita requerida]

### Asesinato del Presidente Jovenel Moïse
Durante la madrugada del 7 de julio de 2021, el entonces presidente de Haití Jovenel Moïse fue asesinado en su casa por un grupo de hombres armados. Este hecho, aunado a la enorme pobreza y marginación del país caribeño, propició que la inmigración de haitianos en México creciera con mayor intensidad. Según cifras de la Comisión Mexicana de Ayuda a Refugiados el número de haitianos que solicitaron asilo en México pasó de 5,530 en 2019 a 51,879 en 2021.

### Terremoto de Haití de 2021
El 14 de agosto de 2021 un fuerte terremoto en Haití de 7.2 grados en la escala de Richter ocasionó 2,248 muertos, 329 desaparecidos, 12,763 heridos y 690,000 damnificados. Siendo este terremoto el más letal desde el acontecido en el año 2010. Derivado y como consecuencia directa de este fenómeno natural, Haití volvió a sufrir una escalada en la migración, de acuerdo lo manifestado por Giuseppe Loprete, Jefe de la Misión de la Organización Mundial para las Migraciónes en Haití.

### Repatriación de haitianos
El gobierno del presidente Andrés Manuel López Obrador, ha sido unos de los gobiernos mexicanos que más ha repatriado vía aérea a ciudadanos haitianos que intentaban cruzar hacia los Estados Unidos; el mismo programa ayudo a muchas familias haitianas para pedir asilo político en México y lograr la permanencia para trabajar en el país. Tapachula y Tijuana son los centros urbanos de mayor concentración de Haitianos.
Esto producirá un incremento sustancial en la reciente creada comunidad haitiana.

## Comunidades haitianas

### Baja California
El estado mexicano con el mayor número de residentes haitianos es Baja California, en la ciudad de Tijuana, reside la mayor comunidad. La entidad se ha convertido en un centro de oportunidades para los inmigrantes del país antillano que intentaban cruzar hacia los Estados Unidos, pero que por diversas situaciones han tenido que residir de manera prolongada en las ciudades fronterizas.

### Ciudad de México
La Ciudad de México cuenta con una importarte comunidad haitiana en su territorio, la cual ha tenido un notorio incremento en los últimos años, algunos empresarios mexicanos han decidido contratar a inmigrantes indocumentados para evitar el vandalismo y el mendiguismo, siendo los haitianos los principales beneficiarios de dicha estrategia gubernamental.

## Relaciones diplomáticas de Haití en México
La embajada de Haití en México no solo se encarga de proteger a los ciudadanos haitianos que residen en el país de manera temporal o definitiva; sino también de manejar los vínculos culturales y políticos entre ambas naciones, acorde la legislación vigente.
- Embajada de Haití en la Ciudad de México.
- Consulado honorario en Guadalajara.
- Consulado en Tijuana.
- Consulado en Tapachula.

## Flujos Migratorios
| 1990 | 233     |
| 2000 | 350     |
| 2010 | 733     |
| 2020 | 5,895   |
| 2022 | 58,625  |
| 2024 | 110,000 |

Fuente: Estadísticas históricas de México 2009